# Gyulafehérvár magyar irodalmi élete
Gyulafehérvár magyar irodalmi élete – A város a fejedelem kori Erdély politikai és művelődési központja volt. A már a középkorban itt fennálló káptalani iskola helyébe Bethlen Gábor neves külföldi tudósok meghívásával (Opitz, Alstedius, Bisterfeld, Piscator) kálvinista főiskolát létesített, a város falain kívülre kényszerült jezsuita városi iskola azonban szakmai színvonalával versenyre serkentett. A 17. századi növendékek közül kiemelkedik Kájoni János, az erdélyi zeneművészet úttörője, aki zenei ismereteinek alapjait itt szerezte meg. Az 1700-as évek elején az iskola visszaköltözött a várba; régi épületét a századfordulón lebontották, s a helyén emelt palotában működött – 1922-től Majláth Főgimnázium néven – mindaddig, amíg az 1948-as tanügyi reform Erdély más központjaihoz hasonlóan itt is megszabta a magyar nyelvű középiskolai oktatás új feltételeit.

## Az I. világháború után
A 19. századvég nyomasztó vidéki légköréről Karácsony Benő itt lejátszódó Pjotruska c. regénye (Kolozsvár, 1927) fest korhű képet. Az 1918. december 1-i gyulafehérvári gyűlést követő változások új feladatokra serkentették a város magyar művelődési életét. A két világháború között itt új magyar sajtótermékek keletkeztek. Elsőként a Római Katolikus Teológia tanári kara alapított 1921 decemberében Erdély címen társadalmi, irodalmi, tudományos és iskolai lapot, amely az 1919-ig megjelent Közművelődés c. heti közlöny örökébe lépett, de kellő támogatás hiányában már a II. évfolyam kezdetén megszűnt. Egy évtized múltán Keleti Sándor Front címmel indított háborúellenes, haladó folyóiratot, ezt azonban a hatóságok betiltották; ő kezdeményezte a kétnyelvű Teatru – Színház c. értesítőt is, amelyből csak az 1933. januári kettős szám ismeretes. 1933. november 13-án indult az Informator c. román–magyar kulturális hetilap. A kezdetben szerkesztőbizottság irányításával, majd 1935-től 1937 végéig Biluska István szerkesztésében megjelenő sajtóorgánum humanista beállítottságú volt, és mint a nagy történelmi múltú város "haladó szellemű" polgárainak demokratikus, szókimondó lapja, a népek közötti testvériség szellemét kívánta ápolni. Féléves megszakítással 1938. június 26-án Informatorul Albei címen indult újra s jelent meg félhavonként két nyelven az 1940-es évek elejéig Stern Ignác igazgató és Nicolae Turdeşan szerkesztő gondozásában. A lapnak sikerült a város magyar értelmiségét maga köré tömörítenie: Baráth Béla és Faragó Ferenc teológiai tanárok vezércikkeket írtak, a művelődési rovat állandó munkatársa Bitay Árpád, Józsa János (románul is) és Nagy András, az Erdély egykori szerkesztője, Floznik György pedig alkalmi megemlékezésekkel és hangulatos tárcákkal működött közre. Az antifasiszta magatartása miatt meghurcolt Bányai László felmentő ítéletekor (1933/4), majd Bitay Árpád halála kapcsán (1937/30) is kifejezésre juttatott román–magyar összefogás szelleme a II. világháború idején sem szorult háttérbe. A Gyulafehérvári Múzeum 1942-ben megjelent évkönyve, a Buletinul Muzeului regional Alba Iulia I (1939–1942) munkatársai sorában Baráth Béla, Józsa János és Kárpiss János gimnáziumi igazgató neve szerepel, s kívülük három román szerző is magyar vonatkozású tanulmányt közölt.
A művelődési élet egyéb gócai a különböző egyesületek öntevékeny művészegyüttesei voltak. Irányításukban az 1920-as évektől kezdve Fellner József törvényszéki bíró szerzett érdemeket; szervező munkájának köszönhető, hogy a helybeli Harmonia zeneegyesület a város filharmonikus zenekarává nőtte ki magát, s hangversenyeinek – így az 1935-ös Bach-emlékestnek, amelynek egyik ünnepi szónoka Bitay Árpád volt – megyeszerte visszhangja támadt. A magyar nyelvű műkedvelő színjátszás szakmai irányítását Faragó Vilmos végezte. Időnként hivatásos színészek is ellátogattak Gyulafehérvárra: 1933 telén Ferenczy Gyula, 1936 telén Jády Károly társulata vendégszerepelt a Városi Színházban. A szépirodalmi rendezvényeket a Római Katolikus Teológiai Akadémia évente – rendszerint a Városi Színházban – megtartott nyilvános díszülése (1935 márciusában Mécs László is fellépett), továbbá az időnként szervezett irodalmi törvényszékek (1935. március 21-én az Európa Szálló nagytermében Lion Feuchtwanger A zsidó háború c. regényét vitatták meg, röviddel a magyar fordítás megjelenése után), valamint a Majláth Főgimnázium önképzőköri ünnepélyei jelentették. A tanulóifjúság zöme a Zsil-völgyéből és Dél-Erdély távolabbi vidékeiről származott, ami Bulyáki Domokos, Rass Károly, Szentmiklóssy Ferenc és tanártársaik magyar és világirodalom-népszerűsítő tevékenységének kisugárzási kört biztosított. A Római Katolikus Teológia román nyelv és irodalom, ill. latin és német szakos tanáraként fejtette ki kapcsolattörténeti tudományos munkásságát 1929 és 1937 között Bitay Árpád, akit a város alpolgármesterének is megválasztottak.

## A II. világháború után
A II. világháborút követő években a város magyar művelődési életét a volt illegalitásban dolgozó Megyeri Lajos, a Magyar Népi Szövetség (MNSZ) megyei elnöke lendítette fel. A Közművelődési Szakosztály Fehérvári (Hertlein) László ifjúsági elnök és Fellner József bevonásával igényes műsort állított össze a műkedvelő színjátszók számára, bemutatóik közül kiemelkedik Madách Imre Az ember tragédiája egyiptomi színének (1946) és Camil Petrescu Bălcescu c. drámájának (1948) színrevitele. 1950 óta a különböző tömegszervezetek keretében folyó művelődési tevékenységet a Municípiumi Művelődési Ház irányítja. Magyar irodalmi oktatás folyik a Római Katolikus Teológia és a Kántoriskola keretében.
Az 1792-ben alapított Batthyáneum Dokumentációs Könyvtár az egykori trinitárius kolostor újabban restaurált épületében 1230 kéziratával, 530 ősnyomtatványával és a különböző könyvhagyatékokban rejtőző ritkaságokkal híres könyvmúzeum; az itt folyó kutatásoknak a város művelődési életében hagyományos szerepük van, s szerves tartozékai a magyar művelődéstörténeti munkásságnak is.